# Île Billano
Île Billano est un petit groupe de rochers situé dans le golfe de Gascogne, situé dans la commune de Gorliz appartenant à la communauté autonome du Pays basque, dans la province de Biscaye dans le Nord de l'Espagne.

## Géographie
C'est un archipel constitué de plusieurs îlots, précisément de rochers. Ce groupe a une superficie de 15 000 m2 environ, dont le point culminant se situe sur le rocher le plus grand, dit principal, qui s'élève à 8 mètres de haut. L'archipel est éloigné de 475 mètres des côtes espagnoles, proche du cap Billano.